# マディソン郡 (アラバマ州)
マディソン郡（英: Madison County）は、アメリカ合衆国アラバマ州北部の郡である。人口は38万8153人（2020年）。郡庁所在地は、ハンツビルである。同郡はハンツビル都市圏に含まれる。名称は、第4代アメリカ合衆国大統領ジェームズ・マディソンにちなみ、アラバマ州への初めての訪問を記念して名付けられた。

## 歴史
マディソン郡は、ミシシッピ自治領の知事によって、1808年12月13日に設立された。1819年12月14日にアラバマ州がここマディソン郡で設立され、アラバマ州の「生誕の地」として認められている。郡の歴史の大半において、郡経済の大部分は農業を中心とした基盤に成り立っていた。マディソン郡はアラバマ州で最大の綿生産地のうちの1つであり、郡のまわりで織物工場が稼働していた。
ヴェルナー・フォン・ブラウンを中心とするドイツのロケット工学者の一団が1950年にハンツビルにやって来たとき、マディソン郡の歴史が大きく変わった。彼らはレッドストーン・ミサイルを開発し、それは後にアメリカ人を宇宙に送り出す最初のロケットになった。宇宙開発競争の結果として何万もの仕事がこの地域に来て、マディソン郡の人口は1950年の72,903人から2005年の推計298,192人にまで大幅に増加した。

## 地理
アメリカ国勢調査局によると、マディソン郡の総面積は2,105 km2（813 mi2）である。そのうち2,085 km2（805 mi2）が陸地であり、0.98 %の21 km2（8 mi2）は水域である。
郡の南部及び北部の地形は、キール山、モンテ・サノ山及びグリーン山に代表されるカンバーランド高原の開析された地形に見下ろされる位置にある。郡の北部と西部は、平地である。

### 主な高速道路
- 州間高速道路565号線
- アメリカ国道 72号線
- アメリカ国道 231号線
- アメリカ国道 431号線
- アラバマ州道 53号線
- アラバマ州道 255号線

### 鉄道
- ノーフォーク・サザン鉄道
- ハンツヴィル・マディソン郡鉄道局

### 河川
- テネシー川

### 隣接郡
- リンカーン郡 (テネシー州)（北）
- フランクリン郡 (テネシー州)（北東）
- ジャクソン郡（東）
- マーシャル郡（南東）
- モーガン郡（南西）
- ライムストーン郡（西）

## 人口統計
| 国勢調査年 | 人口(人) |
| ---------- | -------- |
| 2020年     | 388,153  |
| 2010年     | 334,811  |
| 2000年     | 276,700  |
| 1990年     | 238,912  |
| 1980年     | 196,966  |
| 1970年     | 186,540  |
| 1960年     | 117,348  |
| 1950年     | 72,903   |
| 1940年     | 66,317   |
| 1930年     | 64,623   |
| 1920年     | 51,268   |
| 1910年     | 47,041   |
| 1900年     | 43,702   |

アラバマ州マディソン郡の人口ピラミッド（2000年）

2000年の国勢調査現在、マディソン郡には276,700人、109,955世帯、75,319家族が暮らしている。人口密度は、133人/km2（344人/mi2）である。120,288戸の住宅が、平均密度58戸/km2（149戸/mi2）で建っている。郡の人種構成は、白人72.06 %、アフリカ系アメリカ人22.78 %、ネイティブ・アメリカン0.77 %、アジア系1.86 %、太平洋諸島系0.06 %、その他の人種0.59 %、及び混血1.89 %である。また、人口の1.89 %は、ヒスパニック又はラテン系でもある。
109,955の世帯のうち33.00 %が18歳未満の子供と同居しており、53.40 %は夫婦同居である。11.80 %は夫のいない女性が世帯主であり、31.50 %は非家族である。すべての世帯のうち27.20 %は単身世帯であるが、7.40 %は65歳以上の単身世帯である。1世帯あたりの人数は2.45人であり、1家族あたりの人数は3.00人である。
郡の人口分布は18歳未満が25.60 %、18歳から24歳が9.40 %、25歳から44歳が31.50 %、45歳から64歳が22.70 %、65歳以上が10.80 %であり、平均年齢は36歳である。女性100人あたり男性は95.30人おり、18歳以上では女性100人あたり男性は92.10人いる。
郡の1世帯あたりの年間所得は44,704ドルであり、1家族あたりの年間所得は54,360ドルである。男性の平均年間所得は40,779ドルで、女性の平均年間所得は26,534ドルである。郡全体の国民1人あたりの年間所得は、23,091ドルである。およそ8.10 %の家族と10.50 %の住民は、貧困線以下である。全人口のうち18歳未満の14.10 %と65歳以上の9.60 %が貧困線以下の生活を送っている。

## 都市と町
市
- ハンツビル（一部はライムストーン郡）
- マディソン（一部はライムストーン郡）
- ニューホープ
- オーエンズ・クロスローズ

町
- ガーリー
- トリアーナ

国勢調査指定地域（CDP）
- レッドストーン兵器廠
- ハーベスト
- ヘイゼル・グリーン
- メリディアンビル
- ムアーズミル
- ニューマーケット